# Gharanij
Gharanij (tiếng Ả Rập: غرانيج) là một thị trấn của Syria nằm ở quận Abu Kamal, Deir ez-Zor. Theo Cục Thống kê Trung ương Syria (CBS), Gharanij có dân số 23.009 trong cuộc điều tra dân số năm 2004.
Vào ngày 9 tháng 12 năm 2017, Gharanij đã bị Lực lượng Dân chủ Syria bắt giữ trong chiến dịch Deir ez-Zor của họ. Vào ngày 21 tháng 12 năm 2017, Nhà nước Hồi giáo vẫn kiểm soát thị trấn nhưng một lần nữa được Lực lượng Dân chủ Syria giải phóng vào cuối tháng Hai.